# Eublemma nyctopa
Eublemma nyctopa là một loài bướm đêm trong họ Erebidae.